# Eisenbahnmuseum Metelen Land

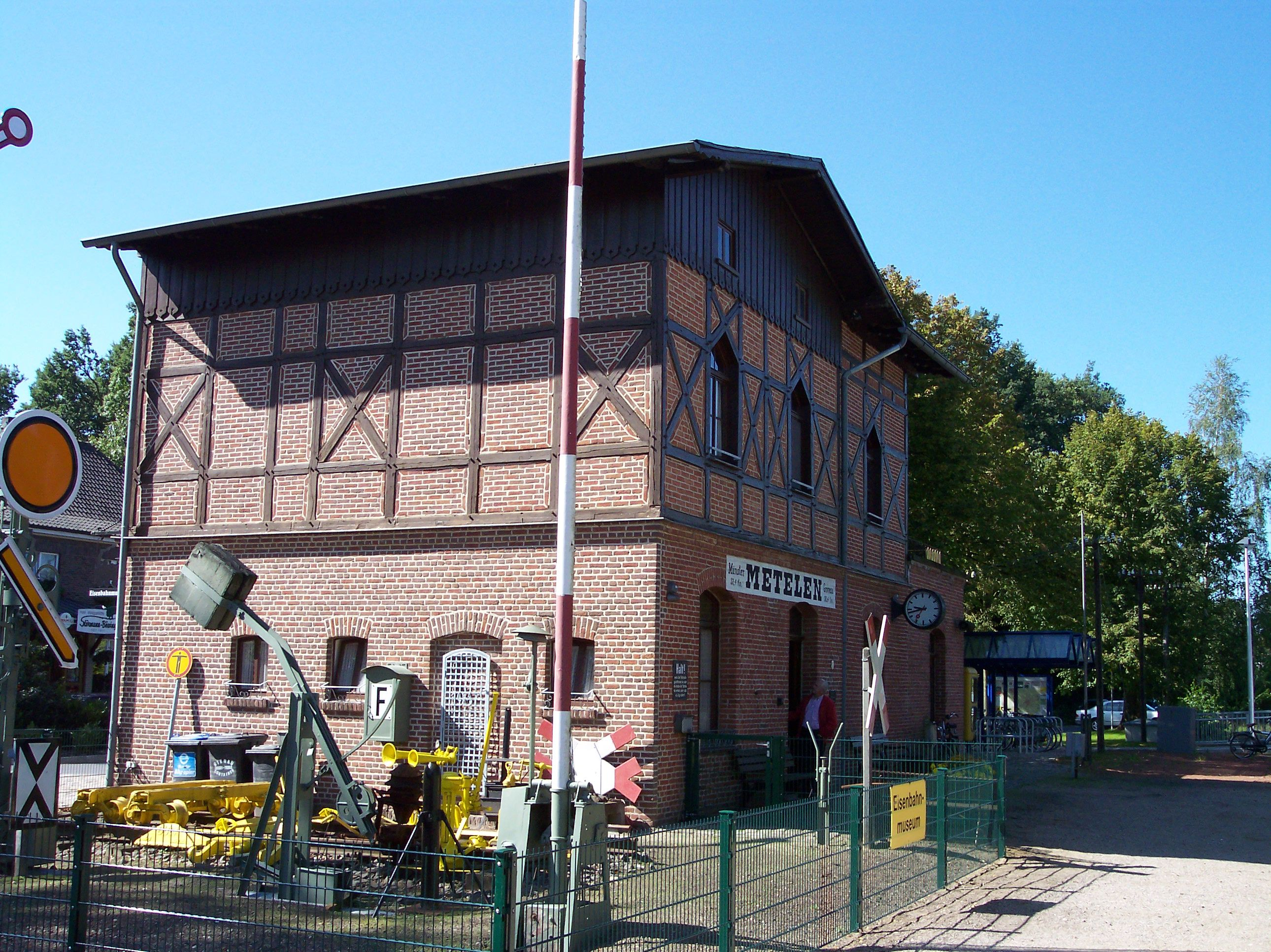
Bahnhofsmuseum Metelen Land

Das Eisenbahnmuseum Metelen Land an der Bahnstrecke Münster–Enschede (Kursbuchstrecke 407) mit Sitz in Metelen wird seit 1986 von der Eisenbahn-Interessengemeinschaft Metelen e. V. (EIG) betrieben und unterhalten. Es befindet sich im ehemaligen Bahnhofsgebäude aus dem 19. Jahrhundert, das vor dem Abriss bewahrt werden konnte, als der Bahnhof 1984 zum Haltepunkt zurückgebaut wurde. Das Gebäude steht unter Denkmalschutz. Der Bahnhof lag an der 64 km langen Bahnstrecke Münster–Enschede und ging 1875 in Betrieb.
Der Verein zeigt im Museum eine Uniform- und Mützensammlung, die voll funktionsfähige mechanische Stellwerkeinrichtung des Bahnhofs, einen Fahrkartendrucker, eine Personenwaage mit Kartenausgabe, eine Modelleisenbahnanlage sowie eine Orts- und Fernschranke. Auf einem rund 100 Meter langen Schaugleis mit Weiche kann eine selbstgebaute Handhebeldraisine bewegt werden. Ein Salonwagen, Werkstattwaggons und Gleisbaugeräte sowie eine Industriediesellok befinden sich ebenfalls im Besitz des Vereins.
Auf dem Dachboden des Museumsgebäudes leben die Fledermausarten Braunes Langohr, Kleine Bartfledermaus und Große Bartfledermaus. Beim Ausbau zum Museum wurden die Aus- und Einflugmöglichkeiten der Fledermäuse verbessert.
Die NRW-Stiftung unterstützte den Umbau zum Museum und Artenschutzmaßnahmen für Fledermäuse.

## Verkehrsanbindung
Der Haltepunkt Metelen Land wird von der Euregio-Bahn (RB 64) bedient.
| Linie | Verlauf | Takt   |
| ----- | --- | ------ |
| RB 64 | Euregio-Bahn: Enschede – Enschede De Eschmarke – Glanerbrug – Gronau (Westf) – Ochtrup – Metelen Land – Steinfurt-Burgsteinfurt – Steinfurt-Grottenkamp – Steinfurt-Borghorst – Nordwalde – Altenberge – Münster-Häger – Münster Zentrum Nord – Münster (Westf) Hbf Stand: Fahrplanwechsel Dezember 2021 | 60 min |